# Paul Bisjak
Paul Bisjak, auch Paul Bizjak, (* 6. Jänner 1891 in Tschachoritsch, Gemeinde Köttmannsdorf; † 20. August 1988 in Ferlach) war ein österreichischer Politiker (SPÖ) und Werkmeister. Er war Abgeordneter zum Österreichischen Nationalrat und Abgeordneter zum Kärntner Landtag.

## Leben
Bisjak besuchte die dreiklassige Volksschule in Kappel an der Drau und absolvierte zwischen 1905 und 1909 eine Tischlerlehre. Nach Jahren der Wanderschaft fand er 1920 eine Anstellung als Tischler bei der Kärntner Eisen & Stahlwerke Ges. in Ferlach, wo er von 1920 bis 1934 auch als Betriebsrat wirkte. Im Zuge des Österreichischen Bürgerkriegs wurde Bisjak 1934 verhaftet. Bisjak war bei den Revolutionären Sozialisten Österreichs aktiv und wurde 1935 wegen „Geheimbündelei“ zu zwei Monaten Arrest verurteilt. Am 28. August 1944 sollte im Zuge einer allgemeinen Verhaftungswelle gegen Kärntner Sozialdemokraten auch Bisjak festgenommen werden sollen. Ihm gelang es jedoch bei der Festnahme zu fliehen, woraufhin er sich den Partisanen anschloss.
Nach dem Zweiten Weltkrieg vertrat Bisjak die Kärntner Sozialdemokraten zwischen 1945 und 1949 im Kärntner Landtag, danach war er als Nachfolger des verstorbenen Abgeordneten Hans Lagger zwischen dem 4. Mai 1949 und dem 8. November 1949 kurzfristig Abgeordneter zum Nationalrat.